# Stade Mariano Melgar
Le stade Mariano Melgar (en espagnol : Estadio Mariano Melgar) est un stade de football situé à Arequipa, au Pérou. De nombreux clubs de football de la ville jouent leurs matchs de football dans cette enceinte d'une capacité de 15 000 places.
A l'instar de son principal club résident, le stade tire son nom du poète Mariano Melgar, poète et héros de la cause indépendantiste péruvienne.

## Histoire
Le premier Estadio Mariano Melgar est inauguré le 24 juillet 1921, il est construit à l'initiative du Comité Melgar qui voulait ainsi honoré la mémoire du poète Mariano Melgar et offrir de meilleures conditions de confort aux supporters locaux, le stade est alors situé rue Torrello.
Le nouveau Estadio Mariano Melgar, situé à 200 mètres du précédent, est inauguré le 13 octobre 1940 et est construit dans le cadre du 400e anniversaire de la création de la ville par les Espagnols. Les premières rencontres nocturnes se déroulent le 16 août 1959.
Le stade accueille en 1959 une exhibition du tennisman Alex Olmedo, vainqueur la même année du Championnat d'Australie et du tournoi de Wimbledon. Il est un des stades des Jeux bolivariens de 1997 et du championnat des moins de 17 ans de la CONMEBOL 2001.
La piste d'athlétisme est inaugurée le 6 octobre 1986, elle est remplacée en 2019.